# Argentinische Literatur
Die argentinische Literatur ist Teil der hispanoamerikanischen Literatur und – unter Einbeziehung der portugiesischsprachigen brasilianischen Literatur – Teil der lateinamerikanischen Literatur. Da die spanischsprachigen Länder Mittel- und Südamerikas sich einem gemeinsamen kulturellen Erbe verpflichtet fühlen (hispanidad), ist die argentinische Literatur immer in diesem Kontext zu sehen. Andererseits gibt es spezifische Besonderheiten der argentinischen Kultur, die eine Betrachtung einer genuin argentinischen Literatur sinnvoll erscheinen lassen: Dazu zählen das Fehlen einer indigenen, präkolumbischen Schriftkultur in Argentinien sowie der starke europäische, insbesondere französische Einfluss auf die argentinische Kultur seit der Kolonialzeit. Die rioplatensische Kultur – und das schließt auch die uruguayische mit ein – ist „seit langem städtisch geprägt [...], durchaus nicht tropisch, sondern [...] eher kühl, manchmal auch abgeklärt oder zynisch und den europäischen Avantgarden gegenüber stets aufgeschlossen. [...] Argentinien ist die mehr oder weniger bewußte Entstellung Europas.“

## Identitätssuche und Gaucholiteratur (ca. 1820–1910)
Seit der Errichtung des Vizekönigreichs Río de la Plata mit der Hauptstadt Buenos Aires (1776) gewann Argentinien ein eigenes kulturelles Profil. Mangels Verlagen und bildungsbürgerlichem Publikum spielte dabei das sich seit 1801 entwickelnde Zeitungswesen (los papeles públicos) eine zentrale Rolle. Das blieb auch nach der Unabhängigkeit so: literatura verstand sich nicht als Kunst, sondern als essayistische Reflexion und politische Bildungstätigkeit im Rahmen des Aufbaus des neuen Staates und mit der Absicht, das Publikum politisch zu beeinflussen. Die Oberschicht des Landes orientierte sich stark an Europa und nahm kulturelle Strömungen von dort auf. Insbesondere Frankreich und dessen Hauptstadt Paris waren prägend, Französisch wurde zur ersten Bildungssprache. 1793 wurde das erste Theater La Ranchería eröffnet, das Teatro Coliseo folgte im Jahr 1804. Doch gab es zunächst keine einheimischen Autoren und bis in die 1890er Jahre keine herausragenden Werke. Allein Juan Cruz Varela verfasste neben patriotischer Lyrik den 1820er Jahren einige klassizistischen Tragödien, die sich am italienischen Vorbild Alfieris orientierten.
Im Verlauf des 19. Jahrhunderts kam es zur Zurückweisung der französisch geprägten Kultur des aufgeklärt-liberalen städtischen Bürgertums durch die Bewegung des Criollismo und zur Suche nach eigener nationaler Identität. Der prototypische Vertreter der heroischen Freiheitsbestrebungen des Argentiniers war der Gaucho, der zur zentralen Figur der argentinischen Literatur und zur Identifikationsfigur der sich auf die Landbevölkerung stützenden brutalen Diktatur des Generals Juan Manuel de Rosas im frühen 19. Jahrhundert wurde.
Soziokultureller Hintergrund der Gaucholiteratur waren mündlich überlieferte Geschichten über die Abenteuer der Rinder- und Pferdehüter der argentinischen Steppe. Ihre weite Verbreitung und ihren populären, volkstümlichen Charakter erhielten sie aber erst, als Gauchos aufgrund veränderter gesellschaftlicher Verhältnisse in ihrer ursprünglichen Lebensform schon nicht mehr existierten. Der Einfluss der Romantik, einer der literarischen Hauptströmungen des 19. Jahrhunderts, führte zur Hinwendung zu den Wurzeln des Volkes und trug unter dem Einfluss der Gedanken Herders zu einer Verklärung und Idealisierung der Vergangenheit bei.
Wegweisend für die Gaucholiteratur wurde Fausto (1866) von Estanislao del Campo, eine Verssatire auf das gleichnamige Werk von Charles Gounod. Ihren Höhepunkt erreichte die Gaucholiteratur des La Plata-Raums jedoch mit dem Versepos El gaucho Martín Fierro (1872/1879) von José Hernández (1834–1886), das als bedeutendstes Werk der lateinamerikanischen Literatur des 19. Jahrhunderts gilt. Mit Martín Fierro – eigentlich eine Folge von typischen Autobiographien – wurde teils in klagendem, teils in stoischem Ton der Volkspoesie der freie, unabhängige Charakter des Gaucho als Repräsentant des argentinischen Volkscharakters gerühmt und der städtischen Zivilisation gegenübergestellt. Ein realistisches Bild des Gauchos und der Indios in der Pampa zeichnet der Reisebericht Una excursion a los indios Ranqueles (1870) des Journalisten und Reiseschriftstellers, Generals und späteren Gouverneurs des Gran Chaco, Lucio Victor Manilla (1831–1913). Gauchoromane spielten in der Folgezeit noch bis ins 20. Jahrhundert hinein eine Rolle; erwähnenswert ist der besonders erfolgreiche Roman Don Segundo Sombra (1926; dt.: „Das Buch vom Gaucho Sombra“) von Ricardo Güiraldes.

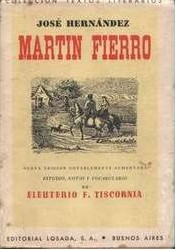
Titel des Romans Martín Fierro von José Hernández

Während die herrschende Oligarchie sich mit patriotischer Lyrik feiern ließ, stand die erzählende Prosa der Jahrzehnte bis zu Rosas Sturz unter dem Vorzeichen des Kampfes gegen seine Diktatur. In der Erzählung El matadero („Der Schlachthof“, ca. 1838) des romantischen Schriftstellers und Politikers Esteban Echeverría (1805–1851) wird nicht nur der Gaucho-Mythos beschworen und die endlose Weite der argentinischen Pampa als prägend für seinen Charakter und den des argentinischen Menschen dargestellt; zugleich handelt es sich um eine politische Allegorie auf das blutige Rosas-Regime, das bis 1852 dauerte. Echeverría, Juan Bautista Alberdi, Juan María Gutiérrez und andere Literaten schlossen sich zu einem oppositionellen Geheimbund, der Asociación de Mayo, zusammen, welcher der Bewegung des Jungen Deutschlands vergleichbar war; viele seiner Mitglieder mussten nach Montevideo oder Chile emigrieren. Der von Victor Hugo und der europäischen Romantik beeinflusste José Mármol (Cantos de peregrino 1847) musste seinen historischen Roman Amalia – den ersten der La Plata-Region überhaupt – 1851 in Montevideo veröffentlichen.
Ein wichtiges Thema der Literatur des 19. Jahrhunderts war der Gegensatz zwischen dem modernen, städtischen und dem traditionellen, ländlichen Leben. Es wurde vor allem in dem wortgewaltigen Roman Barbarei und Zivilisation. Das Leben des Facundo Quiroga (1845) des Schriftstellers und Politikers Domingo Faustino Sarmiento (1811–1888) behandelt, der unter Rosas ins Exil gegangen war und in den Jahren 1868–1874 Präsident von Argentinien wurde. Facundo, ein grundlegendes Werk der argentinischen Literatur im 19. Jahrhundert, ist eine romantische Erzählung vom Leben des autokratischen Provinzfürsten (caudillo) Facundo Quiroga und zugleich eine kulturtheoretische Betrachtung über den Gegensatz zwischen ländlicher Barbarei und Rückständigkeit einerseits und zivilisatorischem Fortschritt in der Stadt andererseits. Auch Sarmiento ergriff Partei für Zivilisation und Stadtleben und übte auf literarischem Terrain Kritik am herrschenden Diktator Juan Manuel de Rosas und seiner brutalen Politik den Indios gegenüber. Später verflachte die Realistik und machte einer unpolitischen spätromantischen Literatur Platz. Zwar blieb der Konflikt zwischen Gauchismo bzw. Regionalismus einerseits und europeísmo („Europäismus“) andererseits für die argentinische Literatur noch lange charakteristisch; allerdings war der europäische Einfluss hier stets größer als etwa in Brasilien.
Der Mord an dem Gaucho, Sänger und Banditen Juan Moreira im Jahr 1874 verschaffte der Bühne einen neuen Helden und animierte Eduardo Gutiérrez  zu seiner Tragödie Juan Moreira (1884). Doch erst in den 1890er Jahren professionalisierte sich das Bühnentheater unter dem Einfluss der europäischen Einwanderung, vor allem nach spanischem Vorbild. Ein erfolgreicher Theaterautor war Florencio Sánchez (1875–1910).

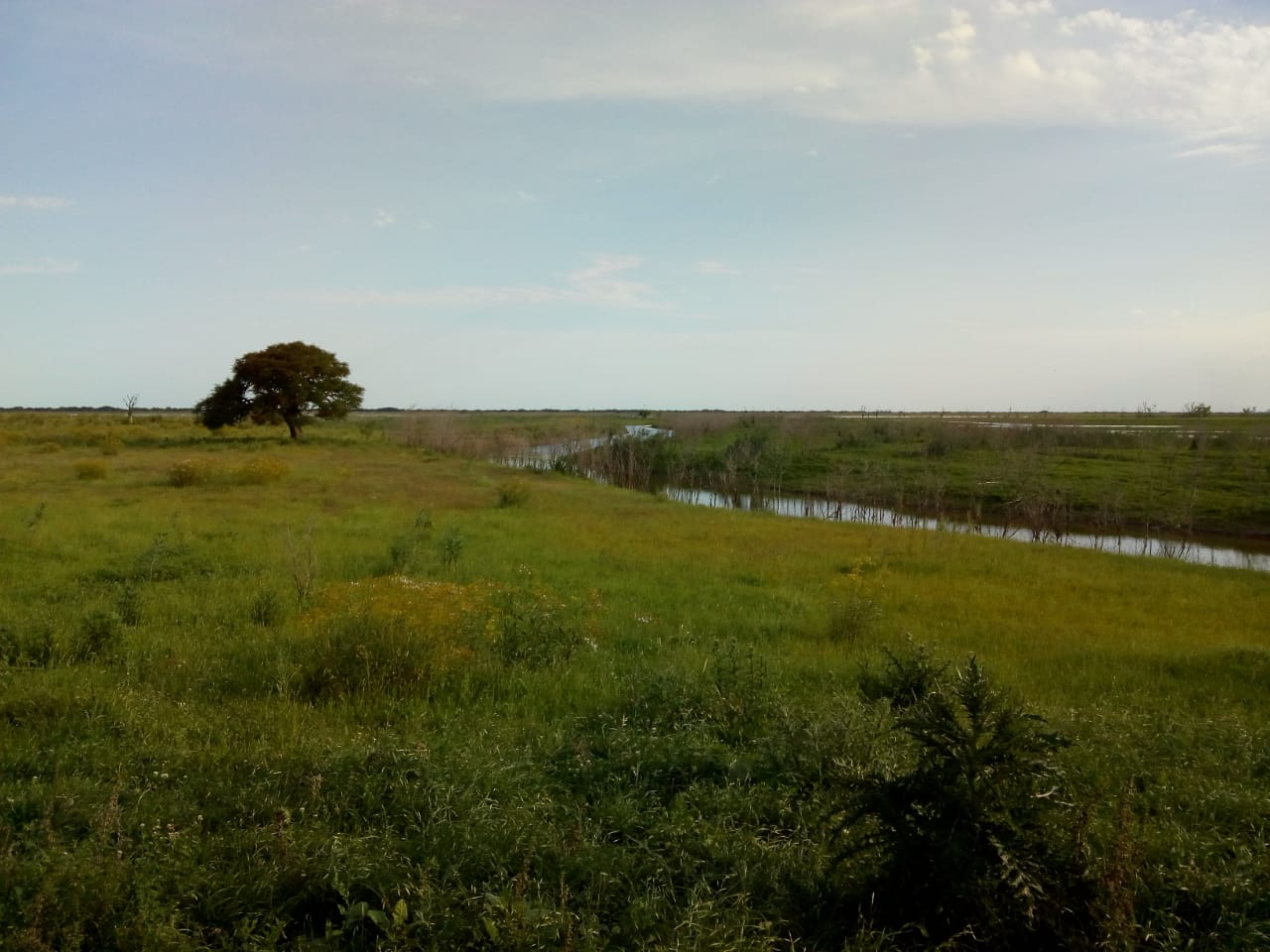
Weideland in der Provinz Entre Ríos, ein Zentrum der jüdischen Zuwanderung

Auch dünn besiedelte ländliche Regionen wurden zu Zielen der Zuwanderung von Italienern, Spaniern, Deutschen und Juden. Zu Beginn des 20. Jahrhunderts gab es in der fruchtbaren Provinz Entre Ríos etwa 170 jüdische Kolonien, die Ackerbau, Viehzucht und Milchwirtschaft betrieben. Alberto Gerchunoff, der erste bedeutende jüdische Autor Lateinamerikas, setzte diesen Gauchos Judíos, den „jüdischen Gauchos“, die meist aus Osteuropa stammten, mit dem gleichnamigen Buch 1910 ein literarisches Denkmal.
Guillermo Hudson, als Sohn britischer Siedler in der Provinz Buenos Aires geboren, musste wegen einer Verletzung seinen Traum Gaucho zu werden, aufgeben. Er verließ 1874 Argentinien und wurde erst in England zum Schriftsteller. Als Autor von in englischer Sprache verfassten Naturbetrachtungen, ornithologischen Studien und Reiseberichten aus der Pampa (The Purple Land that England Lost, 1885) sowie des populären abenteuerlich-romantischen Romans Green Mansions (1904), der im Dschungel von Guayana spielt, gilt der Außenseiter dennoch als argentinischer Schriftsteller.

## Modernismo und Avantgarde (ca. 1880–1930)
Vor der Jahrhundertwende vollzog sich ein grundlegender soziokultureller Wandel. Aufgrund eines starken Zustroms an Einwanderern aus Europa, darunter vielen Italienern, gingen der vorherrschend ländliche Charakter und die sprachliche Homogenität Argentiniens verloren. Buenos Aires wurde seit den 1880er Jahren zur Metropole Südamerikas. Wirtschaft und Gesellschaft des Landes erfuhren einen tiefgreifenden Modernisierungsprozess. Damit einher ging eine Entwicklung hin zu einer kosmopolitischen Literatur. Thematisch rückte die Großstadt ins Zentrum der Literatur, so in den realistischen Romanen des Anwalts, Journalisten und Politikers Lucio Vicente López (1848–1894). Seine Sittengeschichte La gran aldea („Das große Dorf“, 1882), die die bürgerkriegsartigen Wirren und sozialen Kämpfe in Buenos Aires nach dem Sturz des Caudillo Juan Manuel de Rosas in satirischer Überzeichnung und zugleich in nostalgischer Erinnerung an das „alte“ Buenos Aires schildert, produzierte er in schnellen Folgen in Form eines Feuilletons nach dem Vorbild französischer Trivialromane.
Maßgeblichen Einfluss auf die Entwicklung neuer literarischer Formen hatte der aus Nicaragua stammende Rubén Darío (1867–1916), der längere Zeit in Buenos Aires lebte. Sein im Gedichtband Prosas profanas (1896) war von Ästhetizismus und Symbolismus geprägt. Er begründete damit eine völlig neue Ästhetik, in der die Musikalität der Sprache eine wichtige Rolle spielte. Darío gilt als Begründer des Modernismo in seiner lateinamerikanischen Ausprägung.

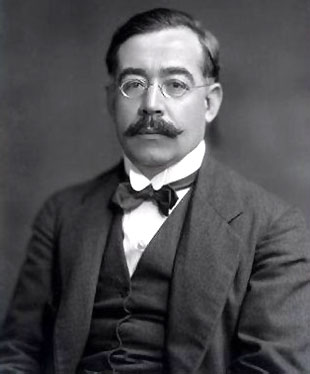
Leopoldo Lugones

Der Lyriker, Essayist und Erzähler Leopoldo Lugones (1874–1938), der stark von Darío beeinflusst war, wird oft zu den bedeutendsten Vertretern des argentinischen Modernismo (Generación del Centenario) gerechnet; doch setzt er sich auch mit dem Criollismo und der nationalen Thematik auseinander und ist vor allem als Vorläufer der modernen fantastischen und Science-Fiction-Literatur und der Mikroerzählung bekannt. In seinem Werk herrscht zunächst ein üppiger lyrischer, fast halluzinatorischer, später ein objektiver Stil vor. Damit setzte er Standards für einen „guten“ Stil und die Reinheit der Sprache. Die Erzählungen seines erfolgreichen Bandes La guerra gaucha (1905) über den Guerillakrieg gegen die Spanier 1815–1825 wurden 1941 in Argentinien verfilmt. Zu Beginn der 1920er Jahre versuchten er und der Dichter, Historiker und Politiker Ricardo Rojas (1882–1957), Autor der ersten argentinischen Literaturgeschichte, eine Reihe von Werken der argentinischen Literatur zu kanonisieren und bauten sie erfolgreich in die Lehrpläne ein, um ihre Bekanntheit und ihren Anspruch auf internationale Geltung zu festigen. Während Rojas dabei auch auf Traditionen der Indigenen zurückgriff, orientierte sich Lugones, obwohl Anarchist, am Katholizismus und Nationalismus und unterstützte den Staatsstreich von 1930.
Weitere Literaten des Modernismo waren die Lyriker Enrique Banchs, Baldomero Fernández Moreno, der von Borges und Mario Benedetti sehr geschätzt wurde, und die in der Schweiz geborene Alfonsina Storni, die jedoch mit dem Symbolismus brach und sich feministischen Themen widmete.
Mit den ab den 1920er Jahren aufkommenden Avantgarde-Bewegungen löste sich die Allianz zwischen dem argentinischen Staat und den Schriftstellern auf. Sie lassen sich jedoch in zwei gegensätzliche, unterschiedlich radiale Lager einteilen. Die Grupo Florida (Gruppe Florida), benannt nach der damals noch aristokratischen Straße La Florida, huldigte dem Ästhetizismus und forderte die Auflösung traditioneller Syntax und Metrik sowie die Schaffung neuer Ausdrucksweisen. Ihre Haltung wurde vielfach als snobistisch empfunden. Literarische Plattform der Gruppe Florida, die vom spanischen Ultraísmo beeinflusst war, wurde die Zeitschrift Martín Fierro. Die Angehörigen der Gruppe wurden daher auch oft als Martinfierristas bezeichnet. Der Gruppe gehörten u. a. Jorge Luis Borges, der in den 1920er Jahren als Lyriker bekannt wurde, Oliverio Girondo, Norah Lange, Raúl González Tuñón und Francisco Luis Bernárdez an. Im Werk Ricardo Güiraldes’ vereinen sich avantgardistische Einflüsse mit der erneuten Hinwendung zur Welt der Gauchos und zur Natur (Don Segundo Sombra, 1926).

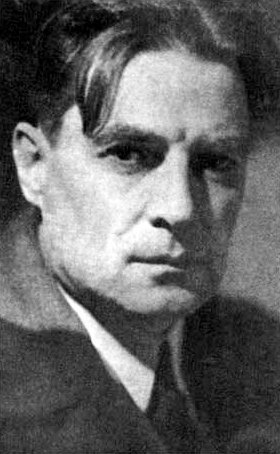
Roberto Arlt

Im Gegensatz dazu steht die Grupo Boedo (Gruppe Boedo), bezeichnet nach dem Arbeiterviertel Boedo, als Gruppierung politisch aktiver und sozialkritischer Autoren, die vor allem vom russischen Realismus und der Erfahrung der sozialen Kämpfe in den Großstädten sowie der Massaker an den Landarbeitern in Patagonien der 1920er Jahre geprägt waren. Ihr bedeutendster Repräsentant war der Romancier, Dramatiker und Journalist Roberto Arlt (1900–1942). Seine berühmte Kolumne Aguafuertes porteñas, die ab 1928 in der Zeitung El mundo erschien, beschrieb das tägliche Leben in Buenos Aires. Charakteristisch für sein Werk ist ein lockerer, ja roher Umgang mit der Sprache, die im Chaos der Großstadt gesprochen wird. Er legt keinen Wert mehr auf die Schönheit des Ausdrucks, ein Wert, der von der Mittelklasse und den von ihr präferierten Autoren aufrechterhalten wurde, welche die Reinheit der Sprache vor dem Druck der Einwanderung schützen wollten. Herausragend sind seine Romane El juguete rabioso (1926), Los siete locos (1929), Los lanzallamas (1931) und El amor brujo (1932). Im Laufe der Zeit wurden die Gestalten Arlts immer brutaler und bizarrer. Die letzten Jahre seines Lebens widmete Arlt ganz dem avantgardistischen Theater, für das er zahlreiche phantastische Stücke schrieb, in denen er das Entwurzelungsgefühl der Städter auf „präexistenzialistische“ Weise quasi zum argentinischen Nationalgefühl stilisierte.
Während Borges sich elitär und großbürgerlich gab und ein traditionsbewusstes Spanisch schreibt, spiegelt sich in Arlts „geschecktem“ Spanisch der Einfluss vielfältigster Immigrationen. Seine Prosa ist gekennzeichnet durch das Prinzip der Vielstimmigkeit, den großen Anteil mündlicher Rede in seinen Romanen und die Rolle vieler Randfiguren und Außenseiter, die Verschwörungen schmieden oder erleiden.
Der ländliche Realismus gelangte im Werk von Juan Laurentino Ortiz (1896–1978) zum Ausdruck. Ortiz verewigte die landschaftlichen Eigenheiten der Savanne in der flachen Flussprovinz Entre Ríos in poetischer Form. Wichtige Vertreter der Gruppe Boedo waren außerdem der in Uruguay geborene, von Rubén Darío und Edgar Allan Poe beeinflusste Horacio Quiroga, in dessen erzählerischem Werk sich modernistische und naturalistische Einflüsse mischen, sowie Roberto Payró, der das Leben der italienischen Einwanderer darstellte.

## Kosmopolitismus, Surrealismus und phantastische Literatur (1930–1965)
Das Jahr 1930 mit seiner Militärdiktatur bildete einen deutlichen Einschnitt; Nationalismus und Fremdenfeindlichkeit griffen um sich, Nicht-Katholiken wurden diskriminiert, während das Land gleichzeitig massiv unter dem Einfluss des Weltwirtschaftskrise litt und die Mittelschichten verarmten. Im Theater der 1920er und 1930er Jahre wurden die Juden aus dem europäischen Osten (rusos) und die aus dem Orient stammenden (turcos) immer wieder als „Typen“ mit ihrem je besonderen hybriden Jargon karikiert. Die Literaten der 1930er und 1940er Jahre erhoben zwar einen kosmopolitischen Anspruch, in dem die Stellung Argentiniens in der Welt thematisiert wurde. Immer weniger Autoren konnten sich allerdings die teuren Europa-Aufenthalte leisten; der Modernismo verlor seine Leitbildfunktion. Victoria Ocampo gründete 1931 die Zeitschrift Sur mit dem Ziel, argentinische Autoren im Ausland bekannt zu machen und umgekehrt neue europäische Strömungen in Argentinien zu verbreiten. Macedonio Fernández gehörte zum Grupo Florida und zum Kreis der vom spanischen Ultraísmo beeinflussten Surrealisten; seine ästhetische Theorie von der Einheit von Kunst und Leben hatte bereits in den 1920er Jahren auf die spätere Aktionskunst und das Werk André Bretons verwiesen.

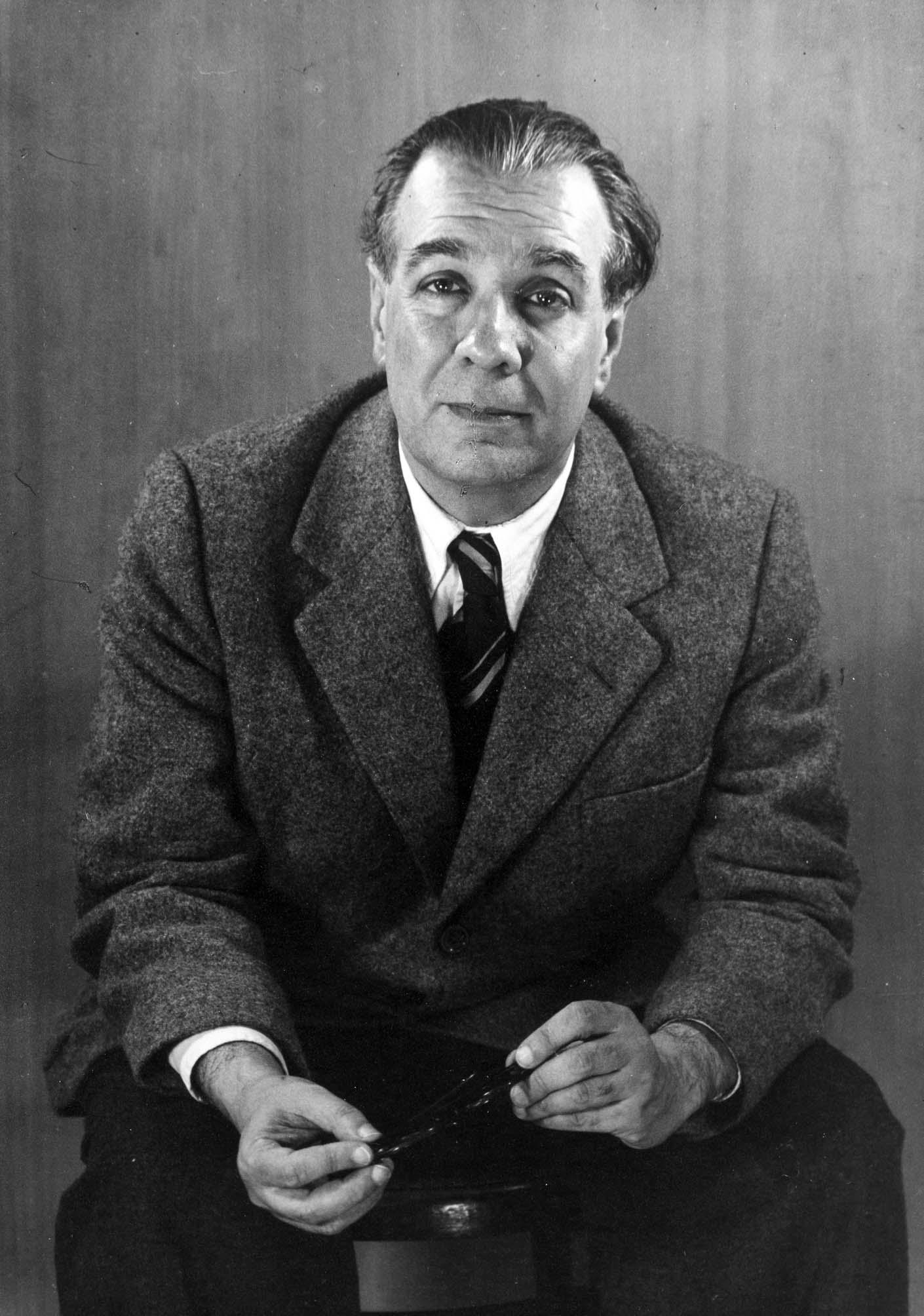
Jorge Luis Borges, fotografiert von Grete Stern (1951)

Der im Ausland bekannteste argentinische Dichter Jorge Luis Borges verbrachte bereits früh viele Jahre in Europa. In den 1930er Jahren setzte er sein literarisches Werk als Essayist und Erzähler fort. Mit ihm entwickelte sich die phantastische Literatur in eine neue Richtung und gewann suggestive Kraft, die in den Erzählsammlungen Ficciones (1944) und El Aleph (1949) gipfelte. Zusammen mit Adolfo Bioy Casares und Silvina Ocampo schrieb Borges phantastische und kriminalistische Literatur, gemeinsam gaben sie die Krimireihe El séptimo círculo heraus.
Ernesto Sabato war ein weiterer Autor, dessen düsterer, fünf Mal verfilmter psychologischer Kurzroman El túnel (1948) in Europa (unter anderem von Thomas Mann und Albert Camus) begeistert aufgenommen wurde. Er handelt von einem Maler, der in einer paranoiden Phase eine Frau getötet hat, die sich für ein bedeutsames Detail seines Bildes interessierte, und gilt als Klassiker der existenzialistischen Literatur.
Der Dichter, Dramatiker, Erzähler und Romanautor Leopoldo Marechal unternahm in seinem teils autobiographischen Essayroman Adán Buenosayres (1948) den Versuch einer symbolischen Geschichtsdeutung, der gleich nach seinem Erscheinen Julio Cortázar stark beeindruckte. Er orientierte sich dabei an der aristotelischen Poetik und am platonischen Dialog ebenso wie an Dante. Das erst durch die Neuauflage 1965 weitverbreitete Buch kann als Vorläufer des experimentellen Romans gelten.
In der Lyrik dominierte in den 1940er Jahren – in Abkehr vom Ultraismo der 1920er Jahre – das Deskriptive, Neoromantische und Nostalgisch-Rückbesinnliche, so bei Vicente Barbieri, Olga Orozco, León Benarós oder Alfonso Sola Gonzáles (die Generación poética del 40). In der Erzählliteratur fanden sich sowohl Vertreter des Idealismus, u. a. María Granata, Adolfo Bioy Casares, Manuel Mujica Láinez als auch des Realismus, neben Ernesto Sabato u. a. Ernesto L. Castro und Abelardo Arias. 
Während der Regierungszeit Juan Peróns war die literarische Produktion insgesamt durch Mittelmäßigkeit, Konformismus und Verkitschung geprägt – anders als die visuellen Medien, die mit finanzieller Unterstützung im Sinne der Staatspropaganda funktionalisiert wurden und trotz straffer Kontrolle einen Entwicklungsschub verzeichneten.
In den späten 1950er Jahren formierte sich die poetische Avantgarde neu in der Zeitschrift Poesía Buenos Aires (1950–1960). Julio Cortázar veröffentlichte seine ersten Erzählungen. Später ging er nach Paris. Durch seinen dort entstandenen metafiktionalen, eher dem Surrealismus als dem magischen Realismus zugerechneten Experimentalroman Rayuela (1963) übte er großen Einfluss auf die lateinamerikanischen Autoren des Boom aus, z. B. auf Gabriel García Márquez (Kolumbien), Juan Rulfo (Mexiko) oder Mario Vargas Llosa (Peru). Cortázar grenzt sich durch seinen Kosmopolitismus vom magischen Realismus ab: Seine Schauplätze sind meist in Paris angesiedelt, die Handlung ist düsterer, die Magie – verkörpert durch eine Frauengestalt – pessimistischer, die Form chaotisch bis schizophren. Der Roman gilt als einer der wichtigsten spanischsprachigen Romane des Jahrhunderts und nimmt mit seinen an die hundert Referenzen auf Autoren, Künstler und Philosophen von der Bhagavad Gita über Friedrich Nietzsche bis zu Louis Armstrong in vieler Hinsicht postmoderne Erzählformen vorweg.
In dieser Zeit wurden auch von anderen Autoren schreibtechnische Erneuerungen erprobt. Juan Gelman, neben Borges, Sabato und Casares der letzte von bisher vier argentinischen Cervantespreisträgern, pflegte einen neuen umgangssprachlichen Ton in der Literatur. Insgesamt kam es in den 1960er Jahren zu einer breiten Auffächerung des Spektrums literarischer Stile vom Sozialen über das Existenzielle bis hin zum Phantastischen.
Als Vordenker des Neohumanismus, die neue Überlegungen nach dem Zweiten Weltkrieg anstellen, sind Raúl Gustavo Aguirre, Edgar Bayley und Julio Llinás zu nennen. Zu den Existenzialisten zählen José Isaacson, Julio Arístides und Miguel Ángel Viola. Eine Mittlerstellung zwischen beiden Strömungen mit regionalem Einschlag nahm Alfredo Veirabé, Jaime Dávalos und Alejandro Nicotra ein.

## El Boomund die Diktatur (1965–1983)
In den 1960er Jahren bestimmten weiterhin etablierte Autoren wie Borges, Arlt, Cortázar oder der vor der Neuauflage des autobiographischen Romans Adam Buenosayres (1965, zuerst 1948) kaum anerkannte Leopoldo Marechal das Bild eines einsetzenden Literaturbooms, wobei Frauen nur eine begrenzte Rolle spielten. Daneben kam eine neue, von Sartre und Camus beeinflusste Autorengeneration (die melancholische generación del 60, die sich auch cineastisch betätigte) zum Zuge. Daneben Der Historiker, Essayist und Lyriker Horacio Salas (1938–2020) befasste sich mit der argentinischen Literaturgeschichte und dem Problem der Historizität. Die Vorliebe für historische Mythen und Metaphysik teilte auch Marechal, der sich über den Gauchismo lustig machte. Die von Romantik und Surrealismus beeinflusste Lyrikerin und Dramatikerin Alejandra Pizarnik, eine Virtuosin der schwarzen Humors, spürte dem Körper und dem Unterbewussten nach. Andere verarbeiteten die urbanen und sozialen Erschütterungen wie etwa Abelardo Castillo, Marta Traba oder Manuel Puig, der sich dabei derselben melodramatischen Stereotype bedient, die auch die Welt seiner Figuren prägen, oder sie kritisierten ein verkommenes politisches System und seine Eliten wie Marta Lynch (La alfombra roja 1962), die selbst immer wieder die Nähe verschiedener Machthaber suchte.

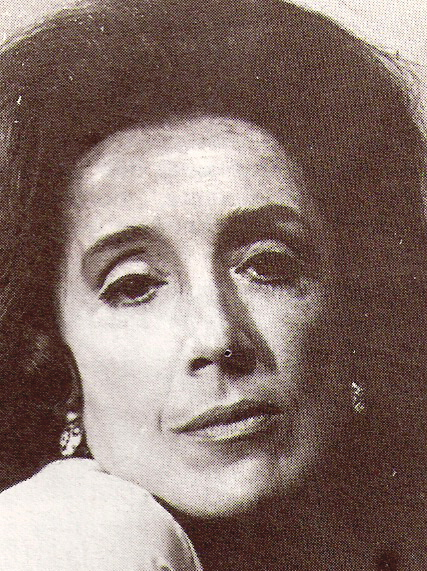
Marta Lynch (1925–1985)

Zu den Autoren des Booms seit 1965 gehörten als Vertreter der Lyrik Agustín Tavitiány, Antonio Aliberti, Diana Bellessi und Susana Thenon, in der Epik Osvaldo Soriano, Fernando Sorrentino, Héctor Tizón, Juan José Saer (ein Sohn syrischer Einwanderer), Rodolfo Fogwill und Hebe Uhart, im Drama Griselda Gambaro, eine Vertreterin des absurden Theater, Ricardo Talesnik, der auch als Fernsehregisseur wirkte, Roberto Mario Cossa, einer der Begründer des nuevo realismo, der als Filmregisseur bekannt wurde, Angélica Gorodischer, die Science-Fiction- und Fantasy-Romane schrieb, ferner Carlos Somigliana, Ricardo Halac, Eduardo Pavlovsky, Osvaldo Dragún, Diana Raznovich, Mauricio Kartun, Eduardo Rovner, Susana Torres Molina und Carlos Gorostiza, der nach der Diktatur als Kulturminister amtierte. Rezipiert wurden in dieser Phase u. a. die Werke von Éluard, Eliot, Montale und Neruda.
Auch die Provinz wurde nunmehr gehört. In diesem Zusammenhang sind die Autoren Juan Laurentino Ortiz aus der Provinz Entre Ríos (1896–1978), Luis Franco (1898–1988) aus der Provinz Catamarca, Juan Bautista Zalazar (1922–1994) aus dem argentinischen Nordwesten (Cuentos de Valle Vicioso, 1976), Alberto Alba (1935–1992) aus der Provinz Santiago del Estero, Raúl Dorra, der seit 1976 in Mexiko lebt, aus der Provinz Jujuy und Tomás Eloy Martínez (1934–2010) aus der Provinz Tucumán zu nennen.

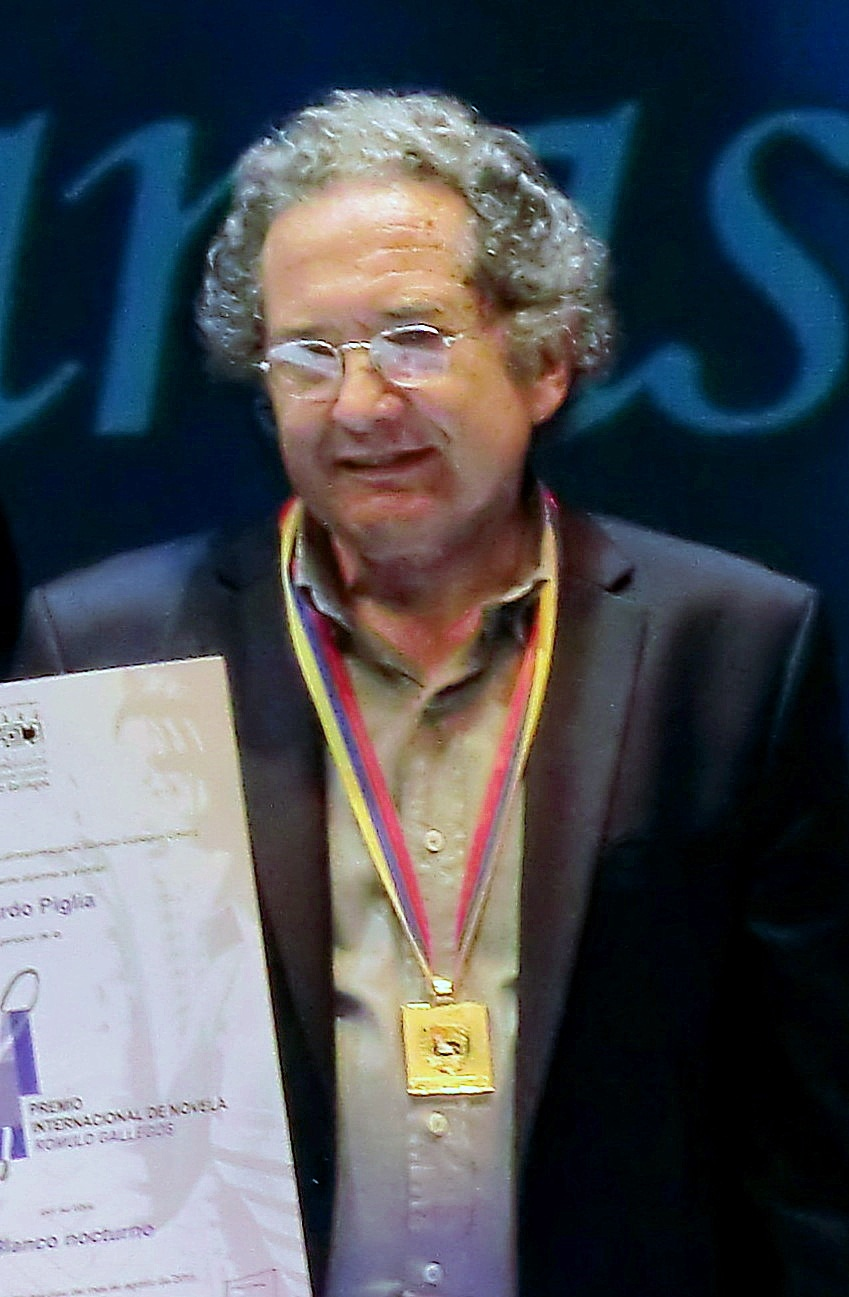
Ricardo Piglia (2011)

Zur Zeit des Staatsterrors der Militärdiktatur von 1976 bis 1983 wurden viele Autoren ins Exil getrieben, so Juan Gelman, der seine Kinder verlor, Antonio di Benedetto (Zama 1956), Alicia Kozameh (die über drei Jahre im Gefängnis gesessen hatte und das zumindest teilweise ihrer jüdischen Identität zuschrieb, obwohl sie katholisch getauft war), Tununa Mercado, Mempo Giardinelli, Luisa Valenzuela (Como en la guerra 1977), Diana Raznovich, Luisa Futoransky, Cristina Feijóo, Susana Szwarc, Reina Roffé. Zu den Exilanten zählten auch Autoren wie der Literaturkritiker David Viñas, der sich dem Trend zum magischen Realismus widersetzte und Romane zu historisch-sozialen Themen und Werke zur Sozialgeschichte der argentinischen Literatur verfasst hatte, und Osvaldo Bayer, der sein dreibändiges, von Héctor Olivera verfilmtes Werk La Patagonia rebelde (1972–1974) dem Landarbeiteraufstand von 1920 widmete. Der Mitbegründer des nuevo realismo des argentinischen Theaters und Films, Carlos Gorostiza (1920–2016), hatte Arbeitsverbot. Der Romancier und Drehbuchautor Manuel Puig, der nach Mexiko emigrieren musste, demonstrierte die Verbindung von sexueller und politischer Unterdrückung in seinem Roman El beso de la mujer araña (1976) (dt. Der Kuss der Spinnenfrau). Kozameh, die aus einer jüdisch-syrischen Einwandererfamilie stammte, kehrte nach Argentinien zurück und veröffentlichte ihre Erfahrungen im Gefängnis, wurde daraufhin bedroht und lebt heute in den USA.
Von der US-Kriminalliteratur zeigte sich Ricardo Piglia beeinflusst, der von der lateinamerikanischen Literaturkritik als eine „Kreuzung zwischen Borges und Arlt“ gesehen wird. Er gilt als die Stimme des Unaussprechlichen zur Zeit des Terrors. Der Titel seines stark verschlüsselten Romans Respiración artificial (1980; dt. „Künstliche Atmung“, 2002) symbolisiert einen lebensbedrohenden Zustand und ist zugleich eine Anspielung auf die Anfangsbuchstaben der República Argentina. Den Roman, der auf mehreren Zeitebenen von 1850 (eine Zeit des Terrors des Diktators Rosas und des Exils) bis zur Zeit des Terrors 1979 spielt, schmuggelte er quasi an der Zensur vorbei. Die Diktatur von Rosas steht stellvertretend für die Militärdiktatur, das Schicksal und die Unsicherheit europäischer Migranten in Argentinien für den Weggang argentinischer Autoren ins Exil. Viele Figuren versuchen erfolglos miteinander zu kommunizieren; sie geben sich immer wieder neue Rätsel auf, und es bleibt Unsagbares zurück. Im Roman kommt eine Figur vor, die sich detektivischer Mittel bedient, um möglicherweise verschlüsselte Brief zu dechiffrieren, was nicht gelingt. Eine ähnliche Rolle spielt ein Funker in Brennender Zaster (1992), die Geschichte einer Verbrecherbande mit engen Verbindungen zur Polizei.
Auch Juan José Saer thematisierte in „Nadie nada nunca“ (1980; engl. Nobody Nothing Ever 1993) die Diktatur in allegorischer Weise: In einer Atmosphäre politischer Anspannugen und Verdächtigungen schützt eine verarmte Familie ihr Pferd vor einem Pferdeverstümmler und -Killer, der die ländliche Region unsicher macht. In El entenado (Das Gelernte), dessen Handlung im 16. Jahrhundert während der Conquista spielt, lebt ein Spanier unter indigenen Kannibalen, die aber nicht versuchen, ihn von ihrer Lebensweise zu überzeugen, ja nicht einmal zielgerichtet mit ihm interagieren. Der Gast versucht die Pädagogik der Indios zu verstehen: Das Buch handelt vom Lernen des Unverständlichen.

## Der Post-Boom (1983–2000)
Nach dem Ende der Diktatur 1983 kehrten viele Autoren aus dem Ausland zurück und Literatur und Theater erlebten in einer Art kultureller Reaktion auf die Diktatur einen neuen Aufschwung. Allerdings erwies sich die Aufarbeitung der Folgen in realistischer Form aufgrund der Erfahrungen mit der Zensur und der verbreiteten Angst zunächst als unmöglich; zudem standen die Autoren im Schatten von Borges und Cortázar. Piglia und andere Autoren bedienten sich daher weiterhin allegorischer, ironischer, verschlüsselter Darstellungsformen.
Stattdessen rückten die Alltagserfahrungen, der Zirkus, das Melodrama, der Tango, das Kino, aber auch die Kultur und die Rituale der Landbevölkerung, der Mestizen und Indios in den Fokus der Literatur. Alicia Steimberg, Tochter jüdischer Einwanderer, setzt sich in ihren teils humorvollen Romanen mit dem täglichen sozialen Chaos in Argentinien, mit psychoanalytischen Moden und skurrilen Selbsthilfegruppen, mit sexuellem Missbrauch und ihren autobiographischen Erfahrungen auseinander. Juan José Saers Kriminalroman La pesquisa (1994) erschien 2005 unter dem Titel „Ermittlungen“ auch in deutscher Übersetzung. Einer der Protagonisten der Bewegung des Teatro Abierto war Osvaldo Dragún (1929–1999).
In den späten 1980er und frühen 1990er Jahren ebbte der Boom ab. Dies war nicht zuletzt eine Folge der erneuten Verarmung eines großen Teils der Mittelschichten, bedingt durch die feste Bindung des Peso an den US-Dollar und die daraus resultierende Arbeitslosigkeit. Es kam zu einer kritischen Rückbesinnung auf die vielgestaltigen inneren Verhältnisse Argentiniens: auf die hybridación („Hybridisierung“, Kulturverschmelzung), mestizaje („Mestizisierung“) und heterogeneidad multitemporal („Ungleichzeitigkeit“ – ein Begriff des Kulturkritikers Néstor García Canclini, * 1939). Dabei handelt es sich um einen postmodernen Gegenentwurf zum auf Modernisierung fixierten Danken: Aus dem Scheitern vieler Modernisierungsschübe, dem traditionellen arroganten Zentralismus von Buenos Aires und der kulturellen Abhängigkeit von Europa wurde die Konsequenz gezogen, sich den lokalen Quellen der Kultur, den lange vernachlässigten culturas populares zuzuwenden. So öffnete sich der Romandiskurs zunehmend der Popkultur: Kitschromane, Trivialfilme, Kinowelt, populäre Psychologie und moderne Massenkultur fanden Eingang in die Erzählliteratur.

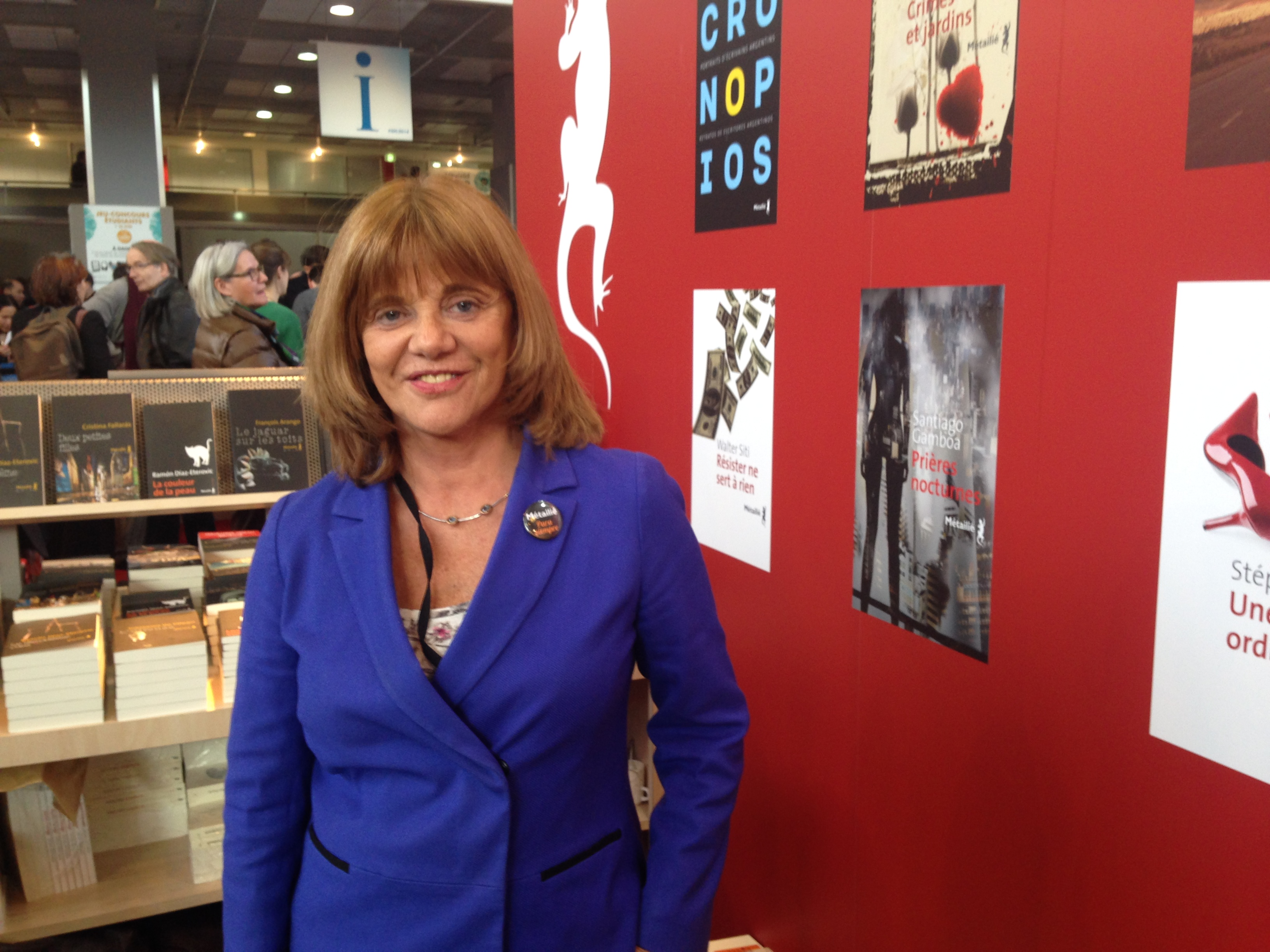
Elsa Osorio, 2014

Hinzu trat nun die überfällige literarische Aufarbeitung der Diktatur und des Schicksals der unter der Diktatur Verschleppten und Verschwundene in realistischer Form, so durch Elsa Osorio (* 1952) und Martín Caparrós (* 1957). Osorios im Jahr 2000 ins Deutsche übersetzte Buch „Mein Name ist Luz“ (A veinte años, Luz, 1998) befasst sich mit dem Thema der Zwangsadoption in Haft geborener Kinder. In der Dokumentarliteratur (span.: Testimonio) werden diese Themen unter anderem von Alicia Partnoy und Nora Strejilevich (* 1951) behandelt, die selbst Folteropfer waren. Der Psychiater Eduardo Pavlovsky (1933–2015) widmete sich in seinen Stücken dem Thema der vielen „Verschwundenen“. Durch dokumentarische, kritische und essayistische, in viele Sprachen übersetzte Romane wurde María Rosa Lojo bekannt. Eduardo Belgrano Rawson (* 1943) behandelte zeithistorische Stoffe u. a. in einem Roman über die Kubakrise und in Kurzgeschichten über den Malvinen- oder Falklandkrieg. Dieses Thema behandeln auch der Journalist und Menschenrechtsaktivist Edgardo Esteban (* 1962), dessen Text Iluminados por el fuego (1993) von Tristán Bauer verfilmt wurde, und der Autor, Dramatiker (Las Islas, 2011) und Drehbuchautor Carlos Gamerro (* 1962).
Rein quantitativ übertrifft César Aira (* 1949) mit etwa 100 Büchern, meist Romanen und Sammlungen von Kurzgeschichten, alle anderen neueren argentinischen Autoren. Er ist auch als Essayist und Übersetzer, Herausgeber und Lehrbeauftragter tätig. Seit den 1980er Jahren publiziert er jährlich zwei bis fünf Bücher. Beeinflusst ist er vom Surrealismus und Dadaismus, nutzt Techniken des automatischen Schreibens, springt von einem Genre und Thema zum anderen, erfreut sich an Paradoxien, Metaphern und Fantasy und befasst sich sowohl mit der Vergangenheit als auch mit den aktuellen Krisen Argentiniens, wobei er vor der Anlehnung an Telenovelas nicht zurückschreckt. Seine Werke beschäftigen zahlreiche spanischsprachige Literaturwissenschaftler, für die er als ein Erbe Borges’ in etwas verspielter und comicartig-greller Form gilt. Sie werden seit 2003 immer häufiger ins Deutsche übersetzt (z. B. Der Literaturkongress, dt. 2012).
Auch die Lyrikszene erfuhr in den 1980er und 90er Jahren einen Aufschwung, u. a. durch Verlage wie Ediciones del Diego, Siesta, Eloísa Cartonera und Festivals wie das lateinamerikanische Poesiefestival von Buenos Aires Salida al Mar und das 1993 gegründete Internationale Poesiefestival Rosario; doch wuchs die Anzahl und Bedeutung der jungen Erzähler und Romanautoren seit den 1990er Jahren noch schneller.

Sylvia Iparraguirre (1982)

Als Verfasserin von Kurzgeschichten (En el invierno de las ciudades, 1988), Romanautorin (La Tierra de Fuego, 1998, dt.: Land der Feuer, 1999) und Essayistin erlangte die Soziolinguistin Sylvia Iparraguirre (* 1947) Bekanntheit über die Landesgrenzen hinaus; sie war mit dem Schriftsteller und Theaterautor Abelardo Castillo (1935–2017) verheiratet.
Noch in den 1970er Jahren waren Werke argentinischer Autoren mit Ausnahme der Arbeiten von Jorge Luis Borges, deren Rezeption durch die Popularität des Magischen Realismus gefördert wurde, in Deutschland kaum verbreitet. Auch die Buchmesse 1976 leitete keine grundsätzliche Wende ein. In den 1990er Jahren setzte endlich auch hier mit großer Verspätung die zögerliche Rezeption und Übersetzung der Werke anderer argentinischer Autoren ein, wobei die Berichte über die Folgen der Militärdiktatur eine bedeutende Rolle spielten, so in den Erzählungen des heute in Uruguay lebenden Carlos María Domínguez (* 1955).

## Das 21. Jahrhundert
Während noch immer das Erbe der Diktatur auf dem Land lastete, verschlechterte sich seit 1998 die wirtschaftliche Lage dramatisch. Während Argentinien aufgrund seiner Exporte bis in die 1960er Jahre kaum Armut kannte, geriet durch die Finanzkrise 2001/02 über ein Drittel der Bevölkerung unter die Armutsgrenze. Die Wirtschaftskrise 2002 führte auch zu einem Einbruch des Buchmarktes. Bücher wurden zeitweise unbezahlbar. Die Romane der Erfolgsautorin Claudia Piñeiro (* 1960), einer Ökonomin und Journalistin, handeln von den Nachwirkungen der Diktatur, der Wirtschaftskrise und den Abstiegsängsten der Mittelschichten aufspürt. Für Las viudas de los jueves (2005; dt. Die Donnerstagswitwen, 2012) erhielt sie den Premio Clarín.

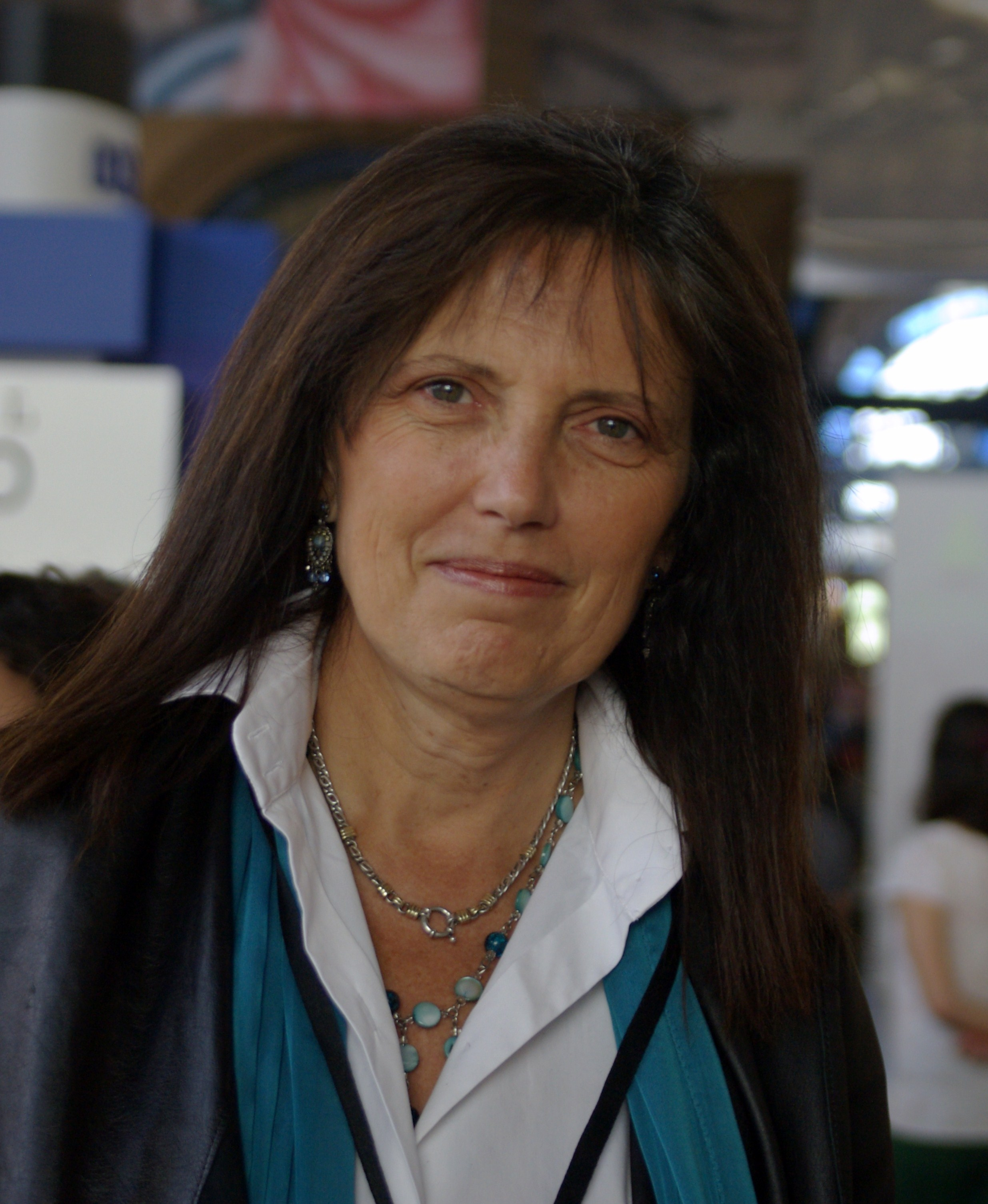
Claudia Piñeiro

Die eher unpolitische Generation der in den 1970er Jahren Geborenen war massiv von Arbeitslosigkeit betroffen. Diese Generation konkurrierte mit den Älteren um die seltenen Stellen im öffentlichen Dienst und reagierte teils mit Zynismus oder hemmungslosem Hedonismus auf die düsteren Zukunftsaussichten. Es kam zu einer erneuten Auswanderungswelle nach Südeuropa und in die USA. Zu den in Spanien lebenden Autoren gehört Rodrigo Fresán (* 1963), dessen Werk den Einfluss von Kino, Fernsehen und der US-Literatur zeigt. Viele Autoren wie Juan Terranova (* 1975) wandten sich explizit von den Ideologien des 20. Jahrhunderts ab. Das subjektive Erleben der von der Krise Betroffenen stellt Florencia Abbate (* 1976) in ihrem in ganz Hispanoamerika bekannt gewordenen Roman El grito (2004) in den Mittelpunkt.
In neuester Zeit ist die Entstehung neuer Autorengruppen in der argentinischen „Off-Szene“ bemerkenswert, die sich in Galerien, alten Fabrikhallen, Kulturzentren und Diskotheken versammeln und Laserdrucker, unabhängige Zeitschriften sowie das Internet als Publikationsorgane für ihre oft als respektlos empfundenen Beiträge nutzen. Eine wichtige literarische Form ist die Crónica, die zwischen Sozialreportage und Blog steht. Mikroerzählungen (microcuentos) und Kinderbücher verfasst die aus einer jüdisch-arabischen Familie stammende Ana María Shua.

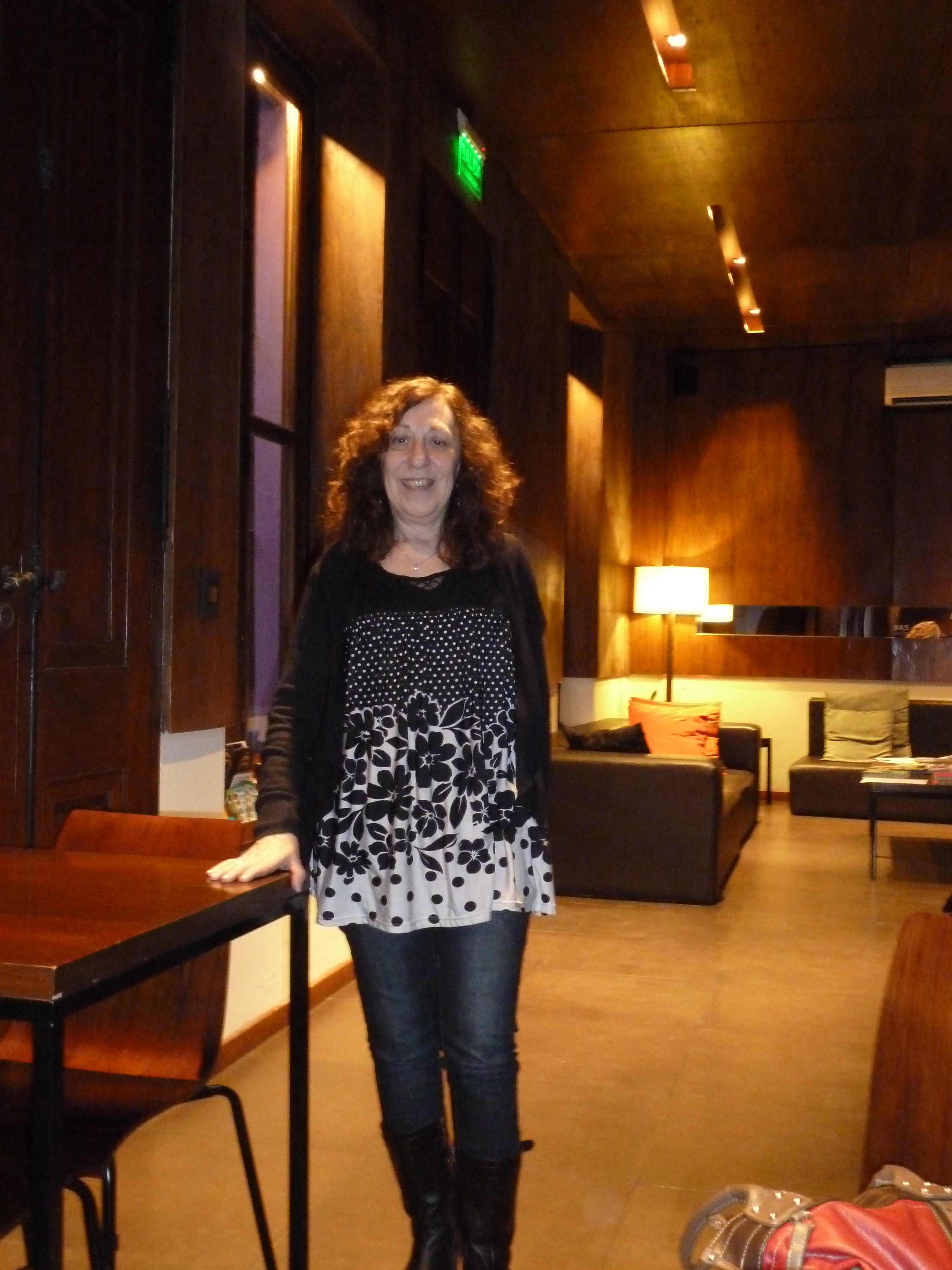
Susana Szwarc (2013) in Buenos Aires

Neue Erzähler sind z. B. Washington Cucurto, der auch als Lyriker bekannt wurde, Fabián Casas, Félix Bruzzone, Alejandro López, Pedro Mairal und Alan Pauls (* 1959), der auch Drehbücher verfasste. Zur Neo-Phantastik werden die kafkaesken Arbeiten von Samanta Schweblin gezählt, die vielfach ausgezeichnet wurde. Die Tochter polnisch-jüdischer Einwanderer Susana Szwarc bringt in ihren neueren, auch gattungsmäßig hybriden Texten durch Einsprengsel in polnischer und jiddischer Sprache sowie in Guaraní ein nebulös-verschwommenes hybrides „Fremdstimmengewirr“ hervor, das darauf hinweist, dass sich angesichts der Verfolgung und Diskriminierung Identitäten auflösen.
Bücher über historische, zeitgeschichtliche und politische Themen sind in Argentinien nach wie vor beliebt. In Europa wurde der Literaturtheoretiker, Essayist und Romanautor Martín Kohan (* 1967) durch Ciencias Morales (2007, dt. Sittenlehre 2010), eine Analyse der menschenverachtenden Disziplinierung in der Schulen unter der Diktatur bekannt. Auch Martín Caparrós (* 1959) thematisiert in fiktionalen und nicht-fiktionalen Arbeiten die jüngere Vergangenheit. Pablo Ramos (* 1966) behandelt in El orígen de la tristeza (dt. Der Ursprung der Traurigkeit 2007) das Schicksal eines Halbwüchsigen in der Vorstadt unter der Militärdiktatur. Der Roman Wie ein unsichtbares Band (dt. 2013) der Journalistin Inés Garland über Liebe in Zeiten der Diktatur wurde 2010 als bestes argentinisches Jugendbuch prämiert. Mit Edgardo Esteban gab sie 2012 eine Anthologie über den Falklandkrieg heraus. María Sonia Cristoff (* 1965), die durch ihre Reportagen berühmt wurde, verlegte sich auf das Romanschreiben und spürt dem Schicksal der unter der Militärdiktatur in die innere Emigration nach Patagonien gegangenen Menschen nach (Lasst mich da raus, dt. 2015). Das Thema der Diktatur wurde auch von der angesehenen Journalistin Leila Guerriero (* 1967) behandelt, die für Zeitschriften und das Fernsehen arbeitet. Ihre Crónicas über Studenten, die versuchen, die Toten der Diktatur in Massengräbern zu identifizieren, erschienen in deutscher Übersetzung (Strange Fruit: Crónicas 2014). María Cecilia Barbetta (* 1972) kam schon 1996 als Studentin nach Deutschland und schreibt auf Deutsch, ihre von Borges beeinflussten Roman sind jedoch in Buenos Aires in der Zeit ihrer Jugend angesiedelt.
In vielen neueren Veröffentlichungen spiegelt sich der Niedergang des einst reichen Buenos Aires, das für die argentinische Literatur zentral ist, leben doch hier und im Umland ein Drittel der Einwohner des Landes. Das Gefühl, immer wieder der Rückkehr des Populismus ausgeliefert zu sein, macht sich unter den Intellektuellen breit. Migration, Exil, Entwurzelung, Entfremdung werden als Themen immer bedeutsamer.

## Buchmarkt

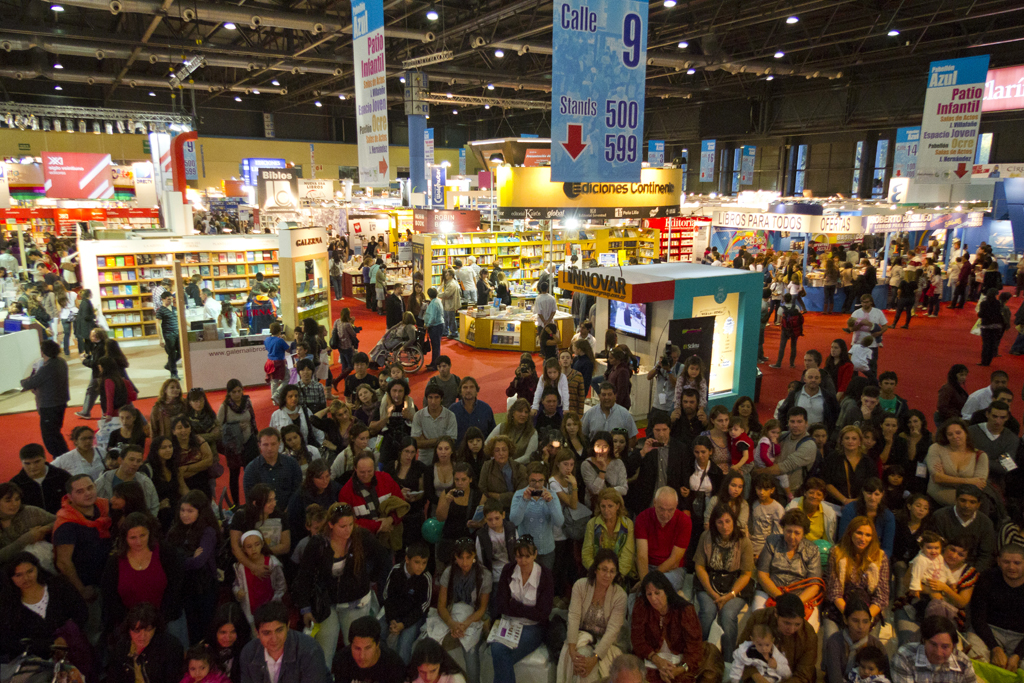
Die Feria del libro 2012

Argentinien ist nach Brasilien und vor Mexiko traditionell das lateinamerikanische Land, das pro Jahr die zweitmeisten Titel produziert. Buenos Aires ist nach wie vor die Metropole der lateinamerikanischen Literatur. Viele argentinische Verlage und rund 80 Prozent der Buchhandlungen (über 700) befinden sich hier. Die jährlich im April stattfindende Buchmesse in Buenos Aires (Feria del Libro) ist ein großes Lesefest, ähnlich der Leipziger Buchmesse. Nur wenige andere Städte wie Mendoza, Rosario, Córdoba, Bariloche oder Mar del Plata besitzen größere Buchhandlungen.
Von 2000 bis 2002 war die Buchproduktion Argentiniens allerdings um etwa 60 Prozent zurückgegangen; seit 2005 erholte sie sich allmählich. 2008 gab es etwa 2200 meist kleine Verlage. 2009 hatte sich die Buchproduktion mit über 20.400 Titeln (einschließlich Nachdrucken), die in fast 500 aktiven Verlagen erschienen, gegenüber 2002 bereits mehr als verdoppelt. Global Players wie Bertelsmann/Random House, Mondadori, Grupo Planeta und Grupo Santillana nutzten jedoch die Krise, um lokale Verlage zu übernehmen. 2015 erschienen schon 28.000 Veröffentlichungen, jedoch gingen 2016 infolge der Inflation die Verkäufe um 40 % zurück.
Argentinien war 2010 Gastland der Frankfurter Buchmesse. Trotz eines großen Programms der Übersetzungsförderung durch das deutsche Außenministerium aus diesem Anlass, das weit über 100 Titel umfasste, haben es argentinische Autoren auch weiterhin schwer, in Deutschland wahrgenommen zu werden. Der Boom lateinamerikanischer Literatur in Europa ist vorerst vorüber. Der literarische Austausch Argentiniens mit den Nachbarländern ist heute keinesfalls intensiver als etwa in den 1970er Jahren. Seit der 2018 wieder aufgeflammten Schuldenkrise ist die argentinische Buchproduktion erneut zurückgegangen.